# Joseph-Nicolas Delisle

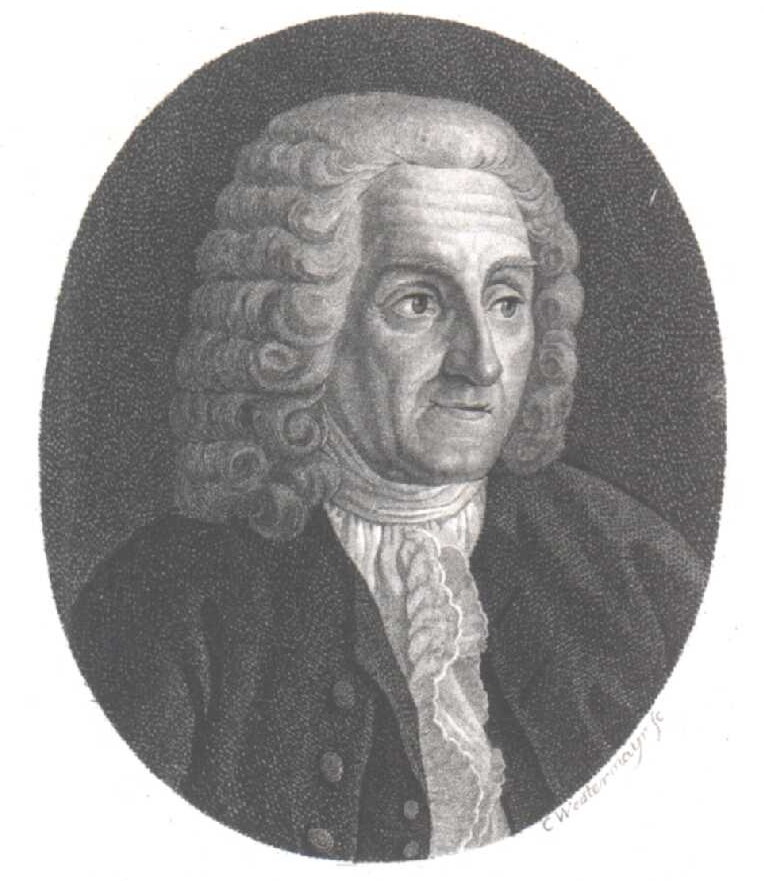
Joseph Nicolas Delisle

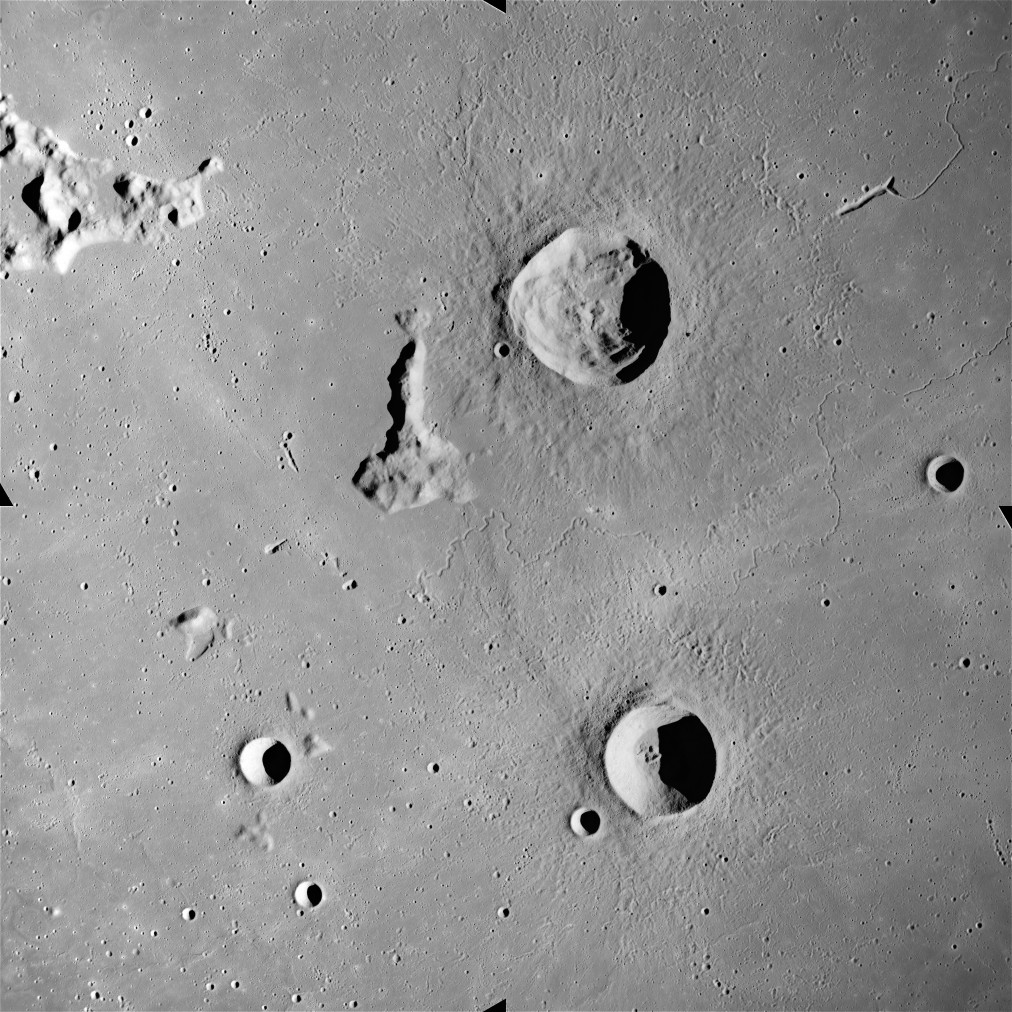
Delisle Mondkrater (oben) und Diophantus (unten) Aufnahme von Apollo 15

Joseph-Nicolas Delisle [dəˈlil] (auch de L’Isle; * 4. April 1688 in Paris; † 11. September 1768 ebenda) war ein französischer Astronom und Kartograf. Er war der Sohn des Historikers und Geografen Claude Delisle und der jüngere Bruder des Kartografen Guillaume Delisle. Neben der Pariser Sternwarte wirkte er auch in St. Petersburg.

## Leben und wissenschaftliche Leistung
Delisle wurde bereits 1714 Mitglied der Pariser Akademie, noch als Student bei Giacomo Filippo Maraldi. 1715 beobachtete er einen wellenoptischen Effekt, der aber weitgehend in Vergessenheit geriet und erst über einhundert Jahre später an der französischen Académie des sciences von Augustin-Jean Fresnel theoretisch hergeleitet, von Siméon Denis Poisson vorhergesagt, von François Arago experimentell nachgewiesen wurde und der heute meist als Poisson-Fleck bezeichnet wird.
1725 wurde Delisle vom Zaren Peter dem Großen als Akademiker nach Sankt Petersburg berufen, wo er eine Schule für Astronomie begründete und dort 1747 ausländisches Ehrenmitglied der Akademie der Wissenschaften wurde. Er beobachtete in Sankt Petersburg die Verfinsterungen der Jupitermonde und publizierte seine Ergebnisse.
Er fiel besonders dadurch auf, dass er umfassend Daten, Korrespondenzen und Manuskripte kopierte, sammelte und geordnet zusammenstellte. Dafür erhielt er ein Gehalt und den Titel „Astronom der Marine“. Am 14. Dezember 1725 wurde Joseph-Nicolas Delisle mit dem akademischen Beinamen Archimedes I. zum Mitglied (Matrikel-Nr. 384) der Leopoldina gewählt. Einer seiner Schüler war Nikita Popow.
Delisle schlug als Erklärung für den Regenbogen die Brechung von Sonnenlicht an Wassertropfen in Wolken vor. Er arbeitete auch an der Berechnung der Entfernung Sonne-Erde, indem er die Beobachtungen der Merkur- und Venusdurchgänge auswertete. Er schuf eine Gradeinteilung der Temperatur, die nach ihm benannt ist, die Delisle-Skala.
1747 kehrte er wieder nach Paris zurück, wo er als Vorgesetzter von Charles Messier an der Marinesternwarte bei der Suche nach dem Halleyschen Kometen beteiligt war.
Am 11. September 1768 starb er arm und vergessen in einem Kloster seiner Heimatstadt.

## Schriften (Auswahl)

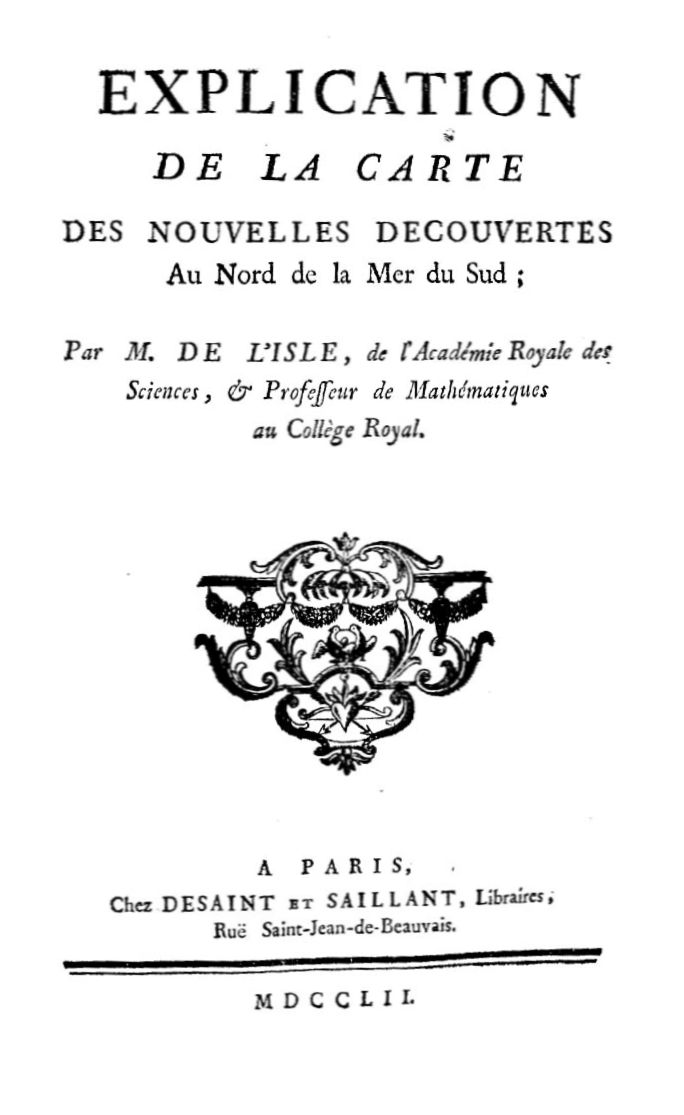
Explication de la carte des nouvelles decouvertes au nord de la mer du Sud, 1752

- Explication de la carte des nouvelles decouvertes au nord de la mer du Sud. Jean Desaint & Charles Saillant, Paris 1752 (französisch, beic.it).
- Lettre de M. de L'Isle, Astronome-Géographe de la Marine, de l'Académie Royale des Sciences, &c. A Messieurs les Auteurs du Journal des Scavans, contenant la découverte du retour de la Comete de 1682, dont la Carte a été présentée au Roi le 5 Avril 1759, avec la description. In: Journal des sçavans. Band XLIV, Nr. 7. Marc Michel Rey, Amsterdam 1759, S. 73–91 (Digitalisat [abgerufen am 5. Juni 2023]).

## Ehrung
Nach ihm wurde der Mondkrater Delisle benannt. Von diesem leitet sich der Name des Mons Delisle auf dem Mond ab.
Nach ihm und seinem Bruder Guillaume wurde der Asteroid (12742) Delisle benannt.